# ۷۵۴ (قمری)
۷۵۴ (قمری)، هفتصد و پنجاه و چهارمین سال در گاهشماری هجری قمری است. اول محرم این سال برابر با چهاردهم فوریه سال ۱۳۵۳ میلادی است.

## وابسته
- آل اینجو